# Marta Bobo
Marta Bobo Arce (Orense, 18 de marzo de 1966) es una ex gimnasta rítmica española, 9.ª en los Juegos Olímpicos de Los Ángeles 1984, los primeros Juegos donde hubo competición de gimnasia rítmica. Fue campeona de España en 2.ª categoría (1979) y en dos ocasiones en categoría de honor (1981 y 1983). Entre otros galardones, recibió el Premio Reina Sofía a la mejor deportista española en los Premios Nacionales del Deporte de 1984 (1985).

## Biografía deportiva

### Inicios
Comenzó en la gimnasia rítmica con 8 años de edad en el Club 2000 orensano, con el cual ganó diversos campeonatos siendo entrenada por Aurora Martínez. En este club se formaron otras muchas gimnastas con proyección internacional. 

### Etapa en la selección nacional (1978 - 1985)

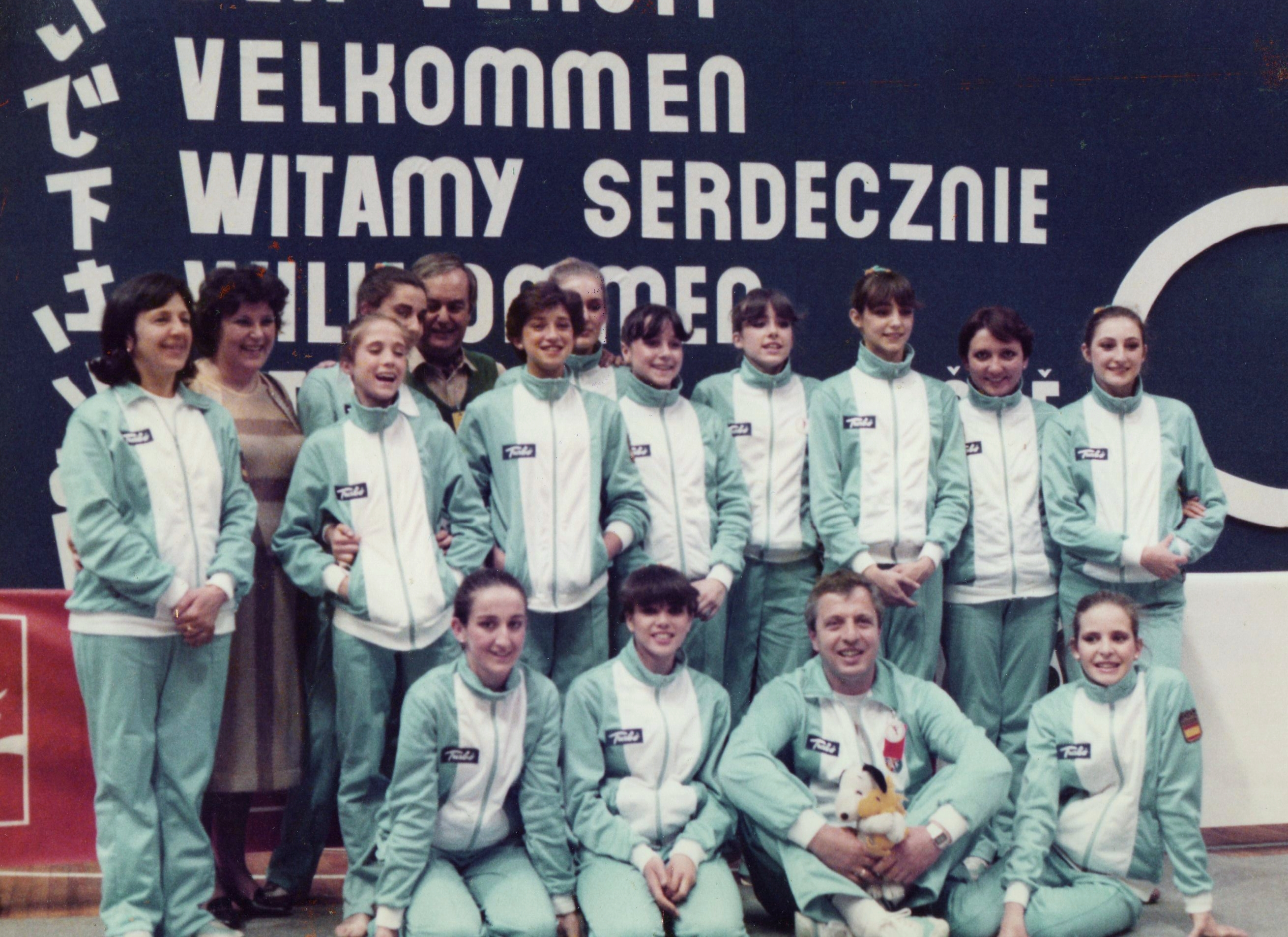
Marta (de pie, tercera a la izqda.) con la selección en la Final de la Copa del Mundo de Belgrado (1983).

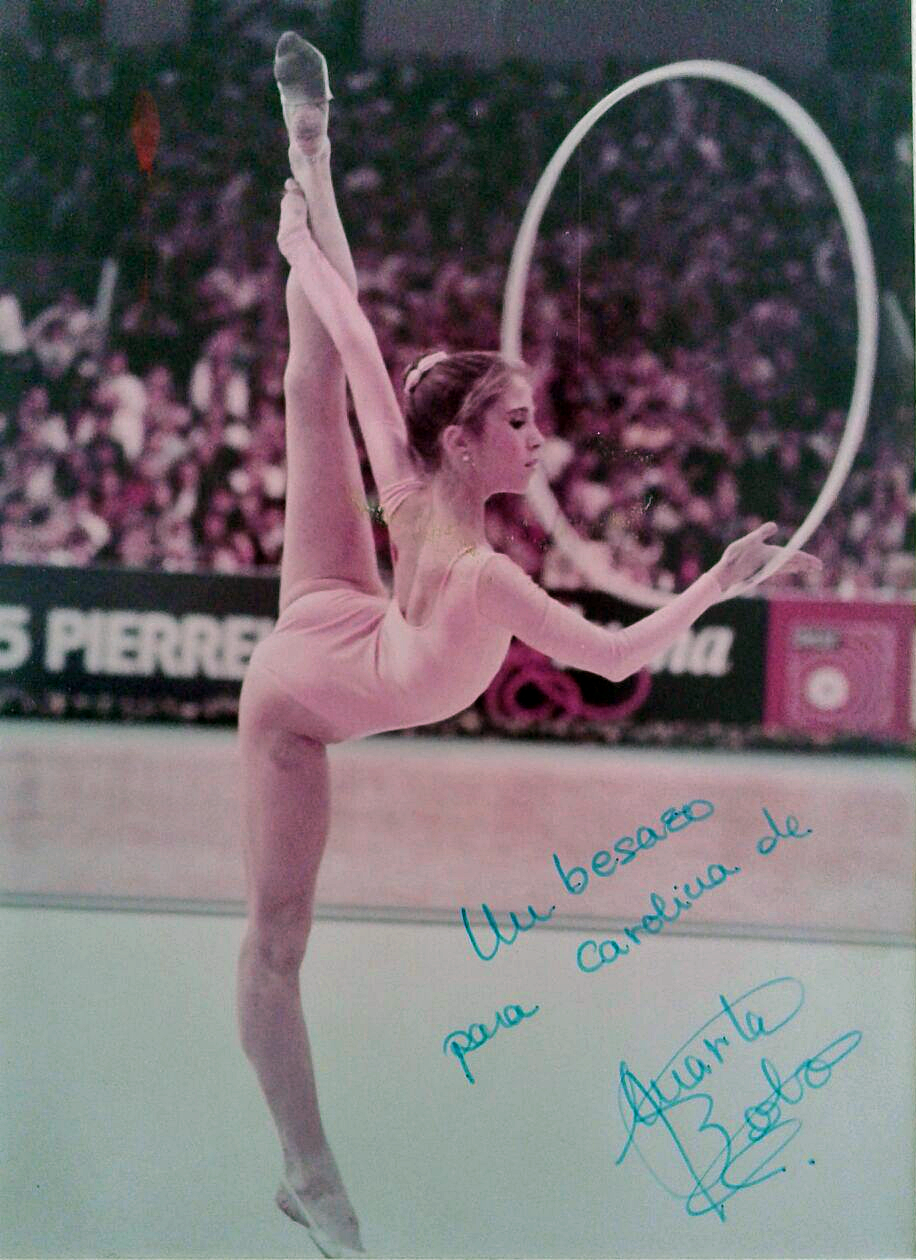
Marta Bobo en el Mundial de Estrasburgo (1983).

En 1978, la seleccionadora nacional Ivanka Tchakarova la escogió para entrar en la selección nacional de gimnasia rítmica de España, por lo que se trasladó a Madrid. En 1979 fue campeona de España en 2.ª categoría por delante de Virginia Manzanera y Pino Díaz. Debutó con la  selección a los 15 años en el Campeonato Mundial de Gimnasia Rítmica de 1981, celebrado en Múnich, en la etapa como seleccionadora de Meglena Atanasova. Ese mismo año fue campeona de España por primera vez en la categoría de honor. En 1982, Emilia Boneva se convirtió en seleccionadora nacional y pasó a ser su entrenadora. En 1983 volvió a ser campeona de España en la categoría de honor de la modalidad individual. Ese año, en la Final de la Copa del Mundo en Belgrado, fue 8.ª en el concurso general, 8.ª en pelota y 6.ª en cinta. Igualmente, en el Campeonato Mundial de Estrasburgo fue 10.ª en la general, consiguiendo meterse en las finales de aro y pelota, donde obtuvo los puestos 8.º y 7.º respectivamente.
En julio de 1984, un mes antes de los Juegos Olímpicos, apareció en la prensa una noticia que decía que Marta padecía anorexia nerviosa, aunque no se mencionaban las fuentes. Finalmente pudo competir en Los Ángeles después de que un médico, al que fue llevada por sus padres, acreditara de que en realidad no tenía dicha enfermedad. En declaraciones posteriores, como en una entrevista a El País en 2011, Bobo dijo que la noticia de su enfermedad era un bulo y atribuyó su origen a la Real Federación Española de Gimnasia, que según ella quería sustituirla por otra gimnasta. Finalmente, ella y Marta Cantón representaron a la rítmica española en los Juegos Olímpicos de Los Ángeles, los primeros Juegos donde hubo competición de gimnasia rítmica. A pesar de que llegó a ir en primera posición al finalizar el primer día, varios fallos en el ejercicio de cinta, atribuidos por Bobo y la prensa española a la fuerte presencia de aire acondicionado, hicieron que descendiera finalmente a la 9.ª plaza.
En 1985 no pudo competir en el Campeonato del Mundo de Valladolid. El motivo de dicha ausencia fue según fuentes federativas una lesión, aunque Marta ha negado que esta existiera. Coincidiendo con un mes de vacaciones después del Mundial, decidió viajar a Canadá tras recibir una invitación para que realizara varias exhibiciones en dicho país, donde se reencontró con la entrenadora Ivanka Tchakarova. Tras un mes allí regresó a España, pero varios técnicos de la Federación y Emilia Boneva, mostraron su negativa de que continuara en el equipo nacional, motivo por el que regresó a Canadá para seguir su carrera deportiva.

### Etapa en Canadá y retirada (1985 - 1991)
En Canadá continuó practicando gimnasia rítmica, llegando a competir en el campeonato nacional canadiense. Allí estudió la licenciatura de Educación Física y Salud en Toronto y se formó como juez y entrenadora, llegando a entrenar a gimnastas del equipo nacional canadiense. Volvió a España brevemente en 1986, con 20 años, para competir como independiente en el Campeonato de España Individual, que se celebraba en Orense.

### Regreso a España (1991 - actualidad)
En 1991 regresó a Galicia tras el ofrecimiento de que dirigiera el futuro Centro de Alto Rendimiento. El proyecto fue finalmente cancelado, pero en 1992 empezó a dar clases en la Facultad de Ciencias del Deporte de la Universidad de La Coruña, por lo que decidió quedarse en España. También entrenó al Club Acordes Narón. En una entrevista a El País Semanal en 1993, Bobo hablaba así sobre su retirada de la gimnasia: 

«Después de darles los mejores años de tu vida, nadie de la Federación se acuerda de ti. Cuando lo dejas, el mundo se te desmorona y nadie te ayuda. Tú eres tu única amiga, maestra y directora».

Actualmente sigue siendo profesora de expresión corporal y didáctica de la danza en la Facultad de Ciencias del Deporte de la Universidad de La Coruña y ejerce como juez internacional. En 2017 apareció como una de las gimnastas ilustradas en el libro Pinceladas de rítmica de Montse y Manel Martín. El 16 de noviembre de 2019, con motivo del fallecimiento de Emilia Boneva, unas 70 exgimnastas nacionales, entre ellas Marta, se reunieron en el tapiz para rendirle tributo durante el Euskalgym. El evento tuvo lugar ante 8.500 asistentes en el Bilbao Exhibition Centre de Baracaldo y fue seguido además de una cena homenaje en su honor.

## Legado e influencia
Bobo ha sido considerada recurrentemente una de las primeras estrellas españolas de la gimnasia rítmica junto a Susana Mendizábal. En el libro Pinceladas de rítmica, la exgimnasta Montse Martín y su hermano Manel hablan así sobre el legado de Bobo y las características como gimnasta que le atribuyen: 

«La mejor gimnasta española a principios de los años ochenta, y una de las 'culpables' de dar a conocer la gimnasia rítmica en España, junto a su predecesora, Susana Mendizábal [...] Gimnasta menuda, de aspecto frágil, delgada pero fuerte, con gran flexibilidad y una sensibilidad a la hora de interpretar sus ejercicios, se convirtió en un referente justo detrás de búlgaras y soviéticas [...] Su posición final [en el ejercicio de pelota de 1984] en el suelo con cogida de pierna atrás era uno de los [elementos] más esperados en las competiciones».

En 2016, la periodista Marta Villar indicó en un artículo de La Opinión A Coruña que:

«La imagen de una niña de coleta rubia que hacía magia con la pelota o la cinta sobre el tapiz está aún indeleble en la mente de muchas generaciones de españoles y generó centenares de vocaciones al salir por televisión en los años ochenta [...] fue el germen del nivel de este deporte en España».

## Vida personal
Una hija suya, Candela Martínez Bobo, también practica gimnasia rítmica, habiendo participado en varios Campeonatos de España tanto en modalidad de conjuntos como individual logrando la tercera posición en cinta en el Campeonato de España Individual de 2021 celebrado en Valencia. .

## Música de los ejercicios
| Año         | Aparatos | Música |
| ----------- | -------- | --- |
| 1983        | Pelota   | «Feelings» de Morris Albert. |
| 1983 - 1984 | Mazas    | «Raindrops Keep Fallin' on My Head», compuesta por Burt Bacharach y Hal David e interpretada en su primera versión por B. J. Thomas. |
| 1984        | Pelota   | «Memory» del musical Cats de Andrew Lloyd Webber.                                                                                    |

## Palmarés deportivo

### Selección española
| 1981 - Campeonato del Mundo de Múnich 12.º puesto en concurso general 7.º puesto en mazas 1982 - Campeonato de Europa de Stavanger 20.º puesto en concurso general 8.º puesto en cuerda 1983 - Final de la Copa del Mundo en Belgrado 8.º puesto en concurso general 8.º puesto en pelota 6.º puesto en cinta | 1983 (continuación) - Campeonato del Mundo de Estrasburgo 10.º puesto en concurso general 8.º puesto en aro 7.º puesto en pelota 1984 - Juegos Olímpicos de Los Ángeles 1984 8.º puesto en preliminares 9.º puesto en final - Campeonato de Europa de Viena 12.º puesto en concurso general 6.º puesto en pelota |

## Premios, reconocimientos y distinciones
- Medalla al Mérito Gimnástico, otorgada por la Real Federación Española de Gimnasia (1982)[15]
- Premio Reina Sofía a la mejor deportista española, otorgado por el CSD y entregado en los Premios Nacionales del Deporte de 1984 (1985)[16]

## Filmografía

### Programas de televisión
| Programas de televisión | Programas de televisión  | Programas de televisión | Programas de televisión                                              |
| Año                     | Título                   | Cadena                  | Notas                                                                |
| ----------------------- | ------------------------ | ----------------------- | -------------------------------------------------------------------- |
| 1984                    | De Olimpia a Los Ángeles | La 1 de TVE             | Entrevistada en reportaje                                            |
| 2013                    | Documentos TV            | La 2 de TVE             | Entrevistada en el documental de producción propia Ojo con tus datos |
| 2016                    | Informe en V             | V Televisión            | Entrevistada en el reportaje «Galicia olímpica»                      |